# عالم الفكر
هي مجلة فصلية كويتية، تصدر منذ 1994 عن المجلس الوطني للثقافة والفنون والآداب الكويتي بينما كانت في بدايتها تحت رعاية وزارة الإعلام. وهي مجلة تهتم بنشر دراسات وبحوث تتميز بأصالة نظرية وتهدف للإسهام النقدي في مجالات الفكر المختلفة. وقد صدر عددها الأول في أبريل 1970 م، وكان محوره الرئيسي بعنوان عصر الأزمات

## وصلات خارجية
المجلس الوطني للثقافة والفنون والآداب